# Marignier
Marignier település Franciaországban, Haute-Savoie megyében. Lakosainak száma 6432 fő (2022. január 1.). Marignier Ayse (település), Mieussy, Saint-Jeoire, Thyez és Vougy községekkel határos.

## Népesség
A település népességének változása:
| Lakosok száma | 6385 | 6463 | 6613 | 6445 | 6412 | 6372 | 6333 | 6401 | 6432 |
|               | 2013 | 2015 | 2016 | 2017 | 2018 | 2019 | 2020 | 2021 | 2022 |